# Bahnhof Naka-Yūbetsu
Der Bahnhof Naka-Yūbetsu (jap. 中湧別駅, Naka-Yūbetsu-eki) ist ein ehemaliger Bahnhof auf der japanischen Insel Hokkaidō. Er befand sich in der Unterpräfektur Okhotsk auf dem Gebiet der Stadt Yūbetsu und war von 1916 bis 1989 in Betrieb.

## Beschreibung
Naka-Yūbetsu war ein Trennungsbahnhof an der Nayoro-Hauptlinie. Von Engaru im Süden herkommend, teilte sie sich hier in die nordwestwärts führende Hauptstrecke nach Nayoro und in die nordwärts führende Zweigstrecke nach Yūbetsu. Ebenso zweigte hier in Richtung Osten die Yūmō-Linie nach Abashiri ab. Der Bahnhof im Stadtteil Nakayūbetsu war von Süden nach Norden ausgerichtet und besaß drei Gleise für den Personenverkehr. Diese lagen am Hausbahnsteig und an einem Mittelbahnsteig, der durch eine gedeckte Überführung mit dem Empfangsgebäude an der Westseite der Anlage verbunden war. Hinzu kamen mehrere Gleise für den Güterverkehr sowie ein kleines Depot mit einer Drehscheibe.

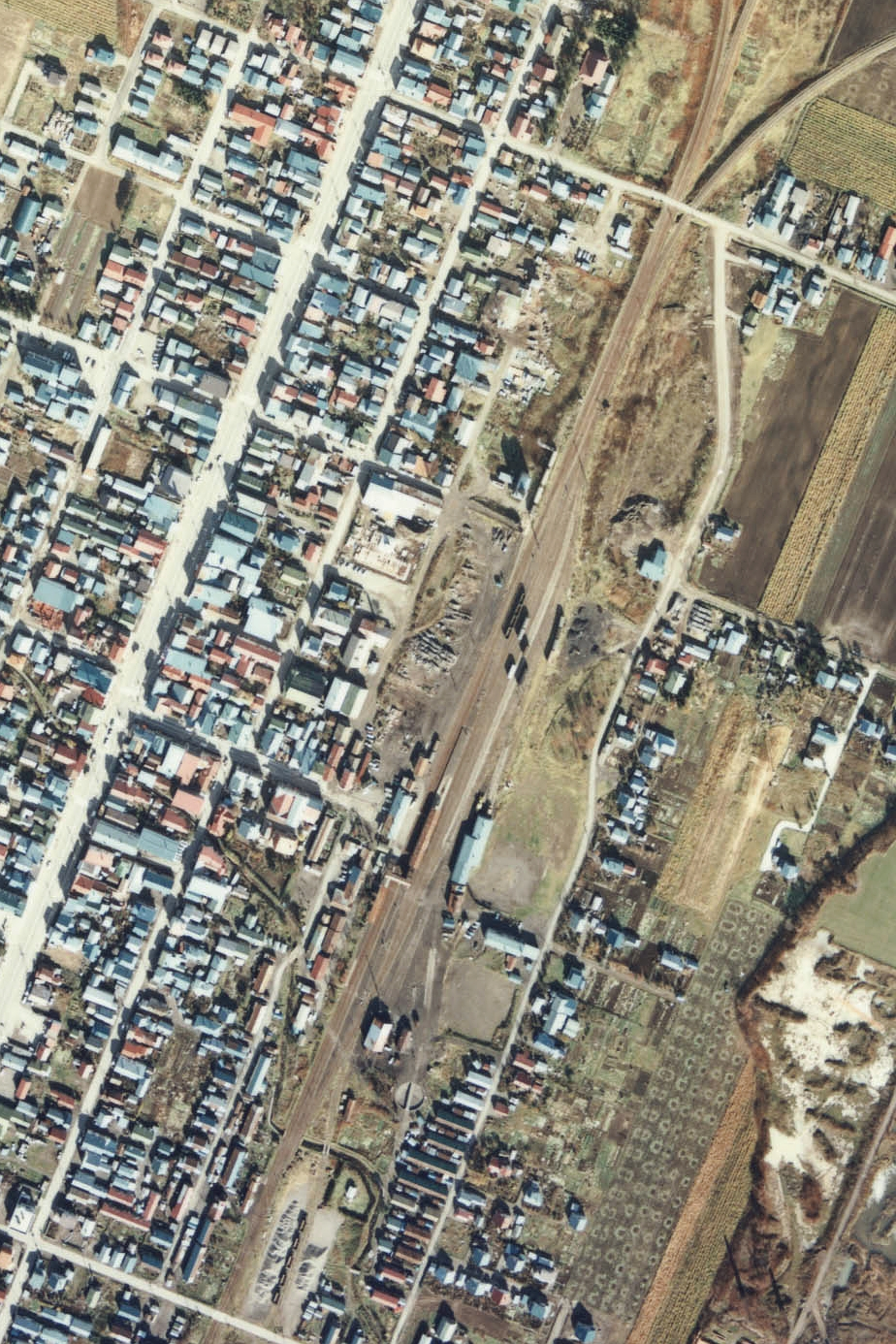
Luftansicht (1977)

Der stillgelegte Bahnhof dient seit dem 1. April 1993 als Standort des Naka-Yūbetsu-Eisenbahnmuseums. Das Empfangsgebäude ist zwar abgebrochen worden, doch der Mittelbahnsteig, die hölzerne Überführung und ein kurzes Gleisstück sind erhalten geblieben. Dort sind vier Personen- und Güterwagen dauerhaft abgestellt. In einem dieser Wagen ist eine kleine Ausstellung zur Bahngeschichte zu finden. Weitere Objekte werden im benachbarten Kulturzentrum TOM gezeigt. Es enthält neben einem Festsaal und einem Manga-Museum auch eine Bibliothek mit einer Eisenbahnabteilung. Auf einem Teil des früheren Gleisfelds steht eine Michi-no-eki-Raststätte mit einem Onsen.

## Weblinks

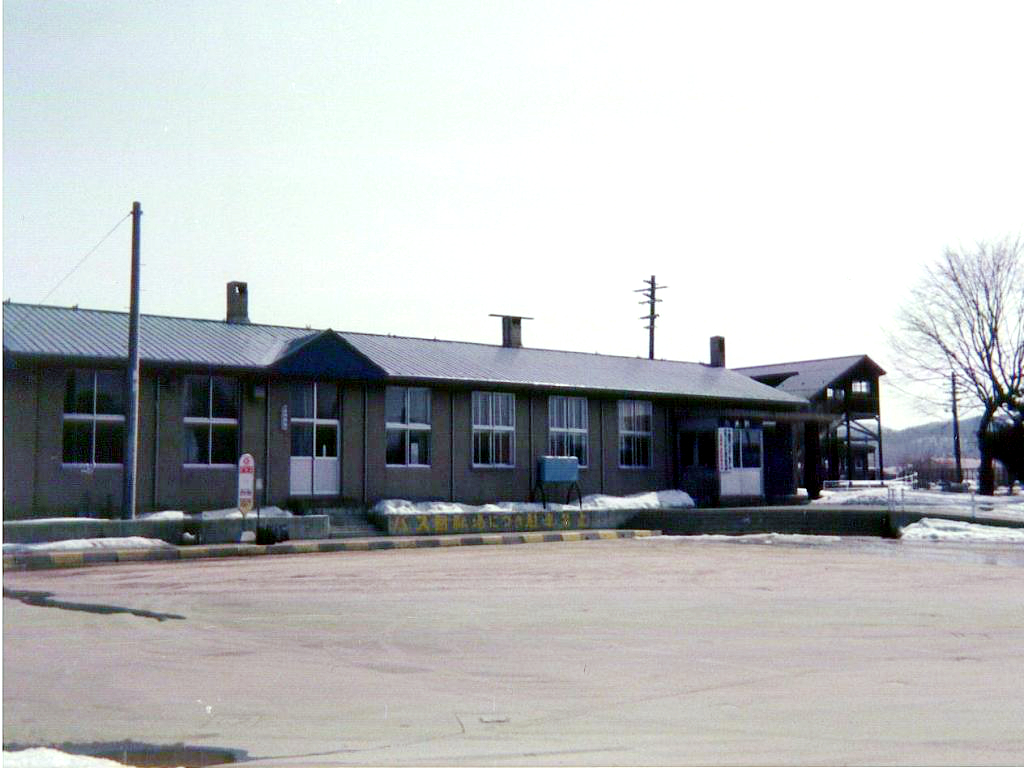
Früheres Empfangsgebäude (Februar 1993)

## Geschichte
Das Eisenbahnamt (das spätere Eisenbahnministerium) eröffnete den Bahnhof am 21. November 1916, zusammen mit dem Abschnitt Kaisei–Yūbetsu der Yūbetsu-Linie (湧別線, Yūbetsu-sen). 1919 baute der Papierkonzern Fuji Seishi eine in Naka-Yūbetsu beginnende Waldbahn. Sie wurde von Pferden gezogen und war bis 1930 in Betrieb. Am 25. März 1921 wurde ein Teilstück der Nayoro-Linie (名寄線, Nayoro-sen) zwischen Naka-Yūbetsu und Okoppe eröffnet. Das Eisenbahnministerium fügte die Yūbetsu-Linie und die Nayoro-Linie (Engaru–Nayoro) am 1. Oktober 1932 zur Nayoro-Hauptlinie zusammen. Am 20. Oktober 1932 folgte die Eröffnung eines Abschnitts der Yūmō-Linie von Naka-Yūbetsu nach Kerochi; bis zur Fertigstellung der gesamten Strecke nach Abashiri vergingen weitere zwei Jahrzehnte.
Die ab 1949 zuständige Japanische Staatsbahn ersetzte im Jahr 1958 das Empfangsgebäude durch einen Neubau. Aus Kostengründen stellte sie am 15. November 1982 den Güterumschlag ein, am 1. Februar 1984 auch die Gepäckaufgabe. Die Yūmō-Linie wurde am 20. März 1987 stillgelegt. Wenige Tage später, am 1. April 1987 ging der Bahnhof in den Besitz der neuen Gesellschaft JR Hokkaido über. Diese legte am 1. Mai 1989 auch die Nayoro-Hauptlinie mitsamt der Zweigstrecke nach Yūbetsu still.